# Ferenc Bene
Ferenc Bene (en húngaro: Bene Ferenc; Balatonújlak, Hungría, 17 de diciembre de 1944-Budapest, Hungría, 27 de febrero de 2006) fue un jugador y entrenador de fútbol húngaro. En su etapa como jugador profesional se desempeñaba como delantero.
Es el máximo goleador en una sola edición del Torneo Olímpico de fútbol masculino, al anotar 12 goles en la edición de Tokio 1964. Existe una academia de fútbol con su nombre, la Bene Ferenc Labdarugó Akadémia.

## Fallecimiento
Murió el 27 de febrero de 2006 en Budapest, a la edad de 61 años, después de un largo tratamiento como consecuencia de una caída.

## Selección nacional
Fue internacional con la selección húngara en 76 ocasiones y convirtió 36 goles. Sus mayores éxitos con la selección fueron la medalla de oro olímpica en Tokio 1964, siendo el máximo goleador del torneo, y el tercer lugar obtenido en la Eurocopa 1964.

### Participaciones en Copas del Mundo
| Mundial                        | Sede       | Resultado        | Partidos | Goles |
| ------------------------------ | ---------- | ---------------- | -------- | ----- |
| Copa Mundial de Fútbol de 1966 | Inglaterra | Cuartos de final | 4        | 4     |

### Participaciones en Juegos Olímpicos
| Olimpiada                      | Sede  | Resultado | Partidos | Goles |
| ------------------------------ | ----- | --------- | -------- | ----- |
| Juegos Olímpicos de Tokio 1964 | Japón | Campeón   | 5        | 12    |

### Participaciones en Eurocopas
| Copa          | Sede    | Resultado    | Partidos | Goles |
| ------------- | ------- | ------------ | -------- | ----- |
| Eurocopa 1964 | España  | Tercer lugar | 2        | 1     |
| Eurocopa 1972 | Bélgica | Cuarto lugar | 1        | 0     |

## Clubes

### Como jugador
| Club           | País      | Año       |
| -------------- | --------- | --------- |
| Újpesti Dózsa  | Hungría   | 1961-1978 |
| Volán FC       | Hungría   | 1978-1979 |
| Sepsi-78       | Finlandia | 1981-1982 |
| Volán FC       | Hungría   | 1983-1984 |
| Soroksári VOSE | Hungría   | 1984      |
| Kecskeméti SC  | Hungría   | 1985      |

### Como entrenador
| Club      | País    | Año       |
| --------- | ------- | --------- |
| Újpest FC | Hungría | 1992-1993 |

## Estadísticas
Actualizado a fin de carrera deportiva.
| Újpesti Dózsa S. C.           | 1961-62       | 1.ª           | 22   | 6    | Inexistente | Inexistente | 6            | 3            | 28   | 9    | 0.32 |
| Újpesti Dózsa S. C.           | 1962-63       | 1.ª           | 26   | 23   | Inexistente | Inexistente | 5            | 2            | 31   | 25   | 0.81 |
| Újpesti Dózsa S. C.           | 1963-64       | 1.ª           | 13   | 6    | Inexistente | Inexistente | 6            | 5            | 19   | 11   | 0.58 |
| Újpesti Dózsa S. C.           | 1964-65       | 1.ª           | 26   | 20   | —           | —           | —            | —            | 26   | 20   | 0.77 |
| Újpesti Dózsa S. C.           | 1965-66       | 1.ª           | 25   | 20   | —           | —           | 6            | 3            | 31   | 23   | 0.74 |
| Újpesti Dózsa S. C.           | 1966-67       | 1.ª           | 26   | 24   | —           | —           | 8            | 6            | 34   | 30   | 0.88 |
| Újpesti Dózsa S. C.           | 1967-68       | 1.ª           | 30   | 22   | —           | —           | 6            | 4            | 36   | 26   | 0.72 |
| Újpesti Dózsa S. C.           | 1968-69       | 1.ª           | 26   | 22   | 4           | 4           | 10           | 9            | 40   | 35   | 0.88 |
| Újpesti Dózsa S. C.           | 1969-70       | 1.ª           | 29   | 27   | 2           | —           | 6            | 2            | 37   | 29   | 0.78 |
| Újpesti Dózsa S. C.           | 1970-71       | 1.ª           | 44   | 34   | —           | —           | 2            | —            | 46   | 34   | 0.74 |
| Újpesti Dózsa S. C.           | 1971-72       | 1.ª           | 30   | 29   | —           | —           | 6            | 3            | 36   | 32   | 0.89 |
| Újpesti Dózsa S. C.           | 1972-73       | 1.ª           | 30   | 23   | —           | —           | 6            | 6            | 36   | 29   | 0.81 |
| Újpesti Dózsa S. C.           | 1973-74       | 1.ª           | 29   | 14   | —           | —           | 8            | 1            | 37   | 15   | 0.41 |
| Újpesti Dózsa S. C.           | 1974-75       | 1.ª           | 28   | 20   | —           | —           | 4            | 3            | 32   | 23   | 0.72 |
| Újpesti Dózsa S. C.           | 1975-76       | 1.ª           | 18   | 7    | —           | —           | 2            | 2            | 20   | 9    | 0.45 |
| Újpesti Dózsa S. C.           | 1976-77       | 1.ª           | 12   | 4    | —           | —           | 2            | —            | 14   | 4    | 0.29 |
| Újpesti Dózsa S. C.           | 1977-78       | 1.ª           | 3    | 2    | —           | —           | 1            | —            | 4    | 2    | 0.50 |
| Total club                    | Total club    | Total club    | 417  | 303  | 6           | 4           | 84           | 49           | 507  | 356  | 0.70 |
| Volán S. C.                   | 1978-79       | 2.ª           | ?    | ?    | ?           | ?           | Inaccesibles | Inaccesibles | ?    | ?    | ?    |
| Chinoin S. C.                 | 1980-81       | 3.ª           | ?    | ?    | ?           | ?           | Inaccesibles | Inaccesibles | ?    | ?    | ?    |
| J. S. Sepsi-78                | 1981          | 1.ª           | ?    | ?    | ?           | ?           | —            | —            | ?    | ?    | ?    |
| J. S. Sepsi-78                | 1982          | 1.ª           | ?    | ?    | ?           | ?           | —            | —            | ?    | ?    | ?    |
| Total club                    | Total club    | Total club    | ?    | ?    | ?           | ?           | 0            | 0            | 39   | 10   | 0.26 |
| Dömsödi Dózsa TSZ S. E.       | 1981-82       | 3.ª           | ?    | ?    | ?           | ?           | Inaccesibles | Inaccesibles | ?    | ?    | ?    |
| Volán S. C.                   | 1982-83       | 2.ª           | ?    | ?    | ?           | ?           | Inaccesibles | Inaccesibles | ?    | ?    | ?    |
| Volán S. C.                   | 1983-84       | 1.ª           | ?    | ?    | ?           | ?           | —            | —            | ?    | ?    | ?    |
| Soroksári Vörös Október S. E. | 1984-85       | Reg.          | ?    | ?    | ?           | ?           | Inaccesibles | Inaccesibles | ?    | ?    | ?    |
| Kecskemét S. C.               | 1984-85       | 3.ª           | ?    | ?    | ?           | ?           | Inaccesibles | Inaccesibles | ?    | ?    | ?    |
| Total carrera                 | Total carrera | Total carrera | 417+ | 303+ | 6+          | 4+          | 84           | 49           | 546+ | 366+ | 0.67 |
| 1. 2. 3.                      |               |               |      |      |             |             |              |              |      |      |      |

## Palmarés

### Campeonatos nacionales
| Título              | Club          | País    | Año  |
| ------------------- | ------------- | ------- | ---- |
| Nemzeti Bajnokság I | Újpesti Dózsa | Hungría | 1969 |
| Copa de Hungría     | Újpesti Dózsa | Hungría | 1969 |
| Nemzeti Bajnokság I | Újpesti Dózsa | Hungría | 1970 |
| Copa de Hungría     | Újpesti Dózsa | Hungría | 1970 |
| Nemzeti Bajnokság I | Újpesti Dózsa | Hungría | 1971 |
| Nemzeti Bajnokság I | Újpesti Dózsa | Hungría | 1972 |
| Nemzeti Bajnokság I | Újpesti Dózsa | Hungría | 1973 |
| Nemzeti Bajnokság I | Újpesti Dózsa | Hungría | 1974 |
| Nemzeti Bajnokság I | Újpesti Dózsa | Hungría | 1975 |
| Copa de Hungría     | Újpesti Dózsa | Hungría | 1975 |
| Nemzeti Bajnokság I | Újpesti Dózsa | Hungría | 1978 |

### Copas internacionales
| Título           | Selección | Sede          | Año  |
| ---------------- | --------- | ------------- | ---- |
| Juegos Olímpicos | Hungría   | Tokio (Japón) | 1964 |

### Distinciones individuales
| Distinción                                      | Año  |
| ----------------------------------------------- | ---- |
| Máximo goleador de la Nemzeti Bajnokság I       | 1963 |
| Máximo goleador de la Eurocopa (ex aequo)       | 1964 |
| Parte del Equipo del Torneo de la Eurocopa      | 1964 |
| Máximo goleador de los Juegos Olímpicos         | 1964 |
| Futbolista del año en Hungría                   | 1964 |
| Máximo goleador de la Nemzeti Bajnokság I       | 1969 |
| Máximo goleador de la Copa de Ferias (ex aequo) | 1969 |
| Futbolista del año en Hungría                   | 1969 |
| Máximo goleador de la Nemzeti Bajnokság I       | 1972 |
| Máximo goleador de la Nemzeti Bajnokság I       | 1973 |
| Máximo goleador de la Nemzeti Bajnokság I       | 1975 |

## Condecoraciones
| Distinción                                                              | Año  |
| ----------------------------------------------------------------------- | ---- |
| Cruz de Oficial de la Orden del Mérito Civil de la República de Hungría | 1994 |